# Mniszka muszkatowa
Mniszka muszkatowa (Lonchura punctulata) – gatunek małego ptaka z rodziny astryldowatych (Estrildidae). Występuje w Azji Południowej i Południowo-Wschodniej oraz w południowych Chinach i na Tajwanie. Introdukowany w wielu rejonach świata (głównie podgatunek topela), m.in. na Seszelach, Maskarenach, w Japonii, we wschodniej Australii, na Hawajach czy na Karaibach; podgatunek nominatywny introdukowany na południu Stanów Zjednoczonych (Kalifornia, Floryda). Obecnie wyróżnia się 11 podgatunków. Została przywieziona do Europy jako ptak hodowlany w XVII w. przez marynarzy, którzy spotykali je w azjatyckich portach.

## Systematyka
Obecnie wyróżnia się 11 podgatunków L. punctulata:
- mniszka muszkatowa (L. punctulata punctulata) – północny Pakistan, Indie (z wyjątkiem północno-wschodniej części), Nepal i Sri Lanka.
- L. punctulata subundulata	– Bhutan, północno-wschodnie Indie, Bangladesz i zachodnia Mjanma.
- L. punctulata yunnanensis – południowo-wschodni Tybet, południowo-zachodnie Chiny i północna Mjanma.
- L. punctulata topela – południowa Mjanma, Tajlandia, południowo-wschodnie Chiny, Tajwan, Hajnan i Indochiny.
- L. punctulata cabanisi – północne i zachodnie Filipiny, północne Borneo.
- L. punctulata fretensis –	południowy Półwysep Malajski, Sumatra i Nias.
- mniszka łuskowana (L. punctulata nisoria) – Jawa, Bali, zachodnie Małe Wyspy Sundajskie i południowe Borneo.
- L. punctulata sumbae – Sumba (zachodnie Małe Wyspy Sundajskie).
- L. punctulata blasii – środkowe i wschodnie Małe Wyspy Sundajskie.
- L. punctulata baweana – Bawean (na północ od Jawy).
- L. punctulata particeps –	Celebes.

Proponowane podgatunki fortior (Lombok) i holmesi (południowe Borneo) obecnie uznawane są za synonimy podgatunku nisoria.

## Morfologia

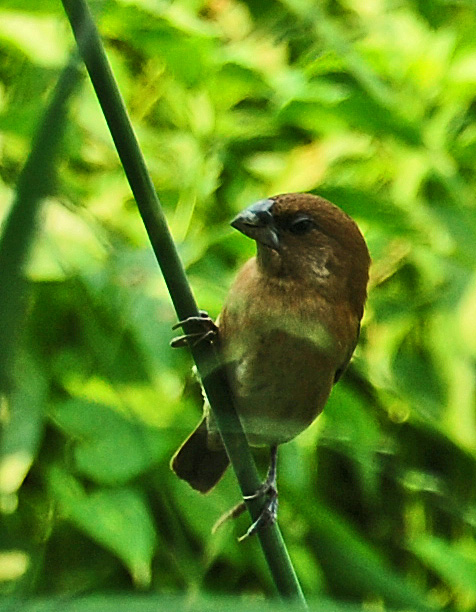
Młoda mniszka

Cechy gatunkuWierzch ciała i skrzydła są jasnobrązowe, sterówki żółtobrązowe. Pióra, które są najbliżej skrzydeł mają czarne brzegi, przez co wyglądają jak łuski. Poszczególne gatunki nieco różnią się odcieniami poszczególnych części ciała. Młode osobniki mają beżowy brzuch.
Podstawowe wymiary
- długość ciała: 10–12,5 cm[2]
- rozpiętość skrzydła: 5,2–5,8 cm[5]
- długość ogona: 4,3–4,5 cm[5]
- masa ciała: 12–16 g[2]

## Ekologia i zachowanie

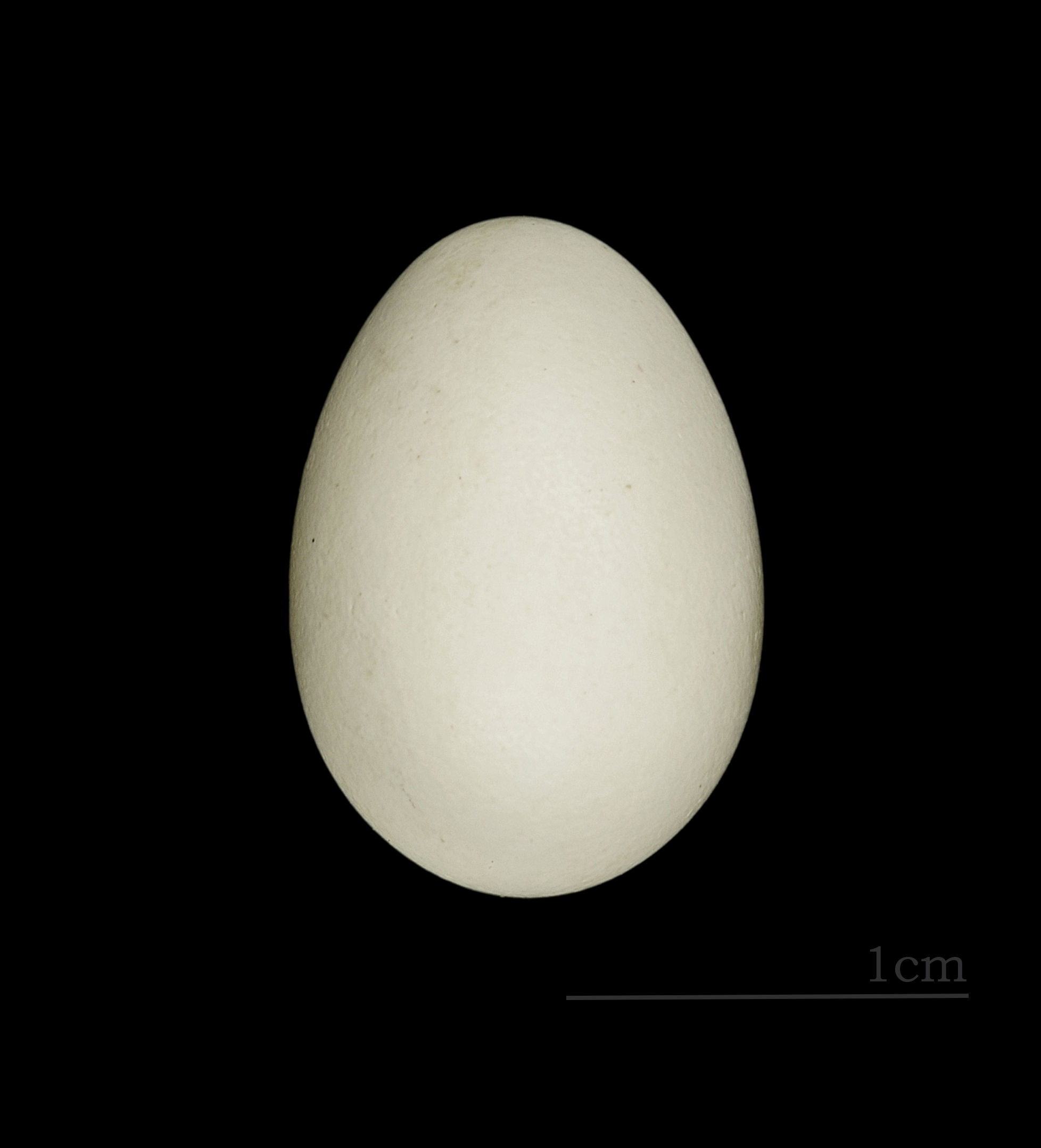
Jajo

BiotopW Australii sawanny, a w Indiach, Indochinach, na południowym terytorium Chin, na Półwyspie Malajskim i w Indonezji także blisko zaludnionych terenów. Najczęściej występuje na nizinach i w górach do wysokości 2000 m n.p.m.
LęgiSamica sama buduje gniazdo, ale zwykle materiały dostarcza jej samiec, po czym składa 4–7 białych jaj, które wysiaduje przez 12–13 dni na zmianę z samcem. Pisklęta opuszczają gniazdo po 3 tygodniach od chwili, gdy się wykluły. Po lęgach te ptaki migrują w licznych stadach w poszukiwaniu pokarmu.

## Status
Międzynarodowa Unia Ochrony Przyrody (IUCN) uznaje mniszkę muszkatową za gatunek najmniejszej troski (LC, least concern) nieprzerwanie od 1988 roku. Całkowita liczebność populacji nie została oszacowana, ale ptak opisywany jest jako bardzo liczny, pospolity lub lokalnie pospolity. Trend liczebności populacji uznaje się za stabilny.